# Masašige Kusunoki

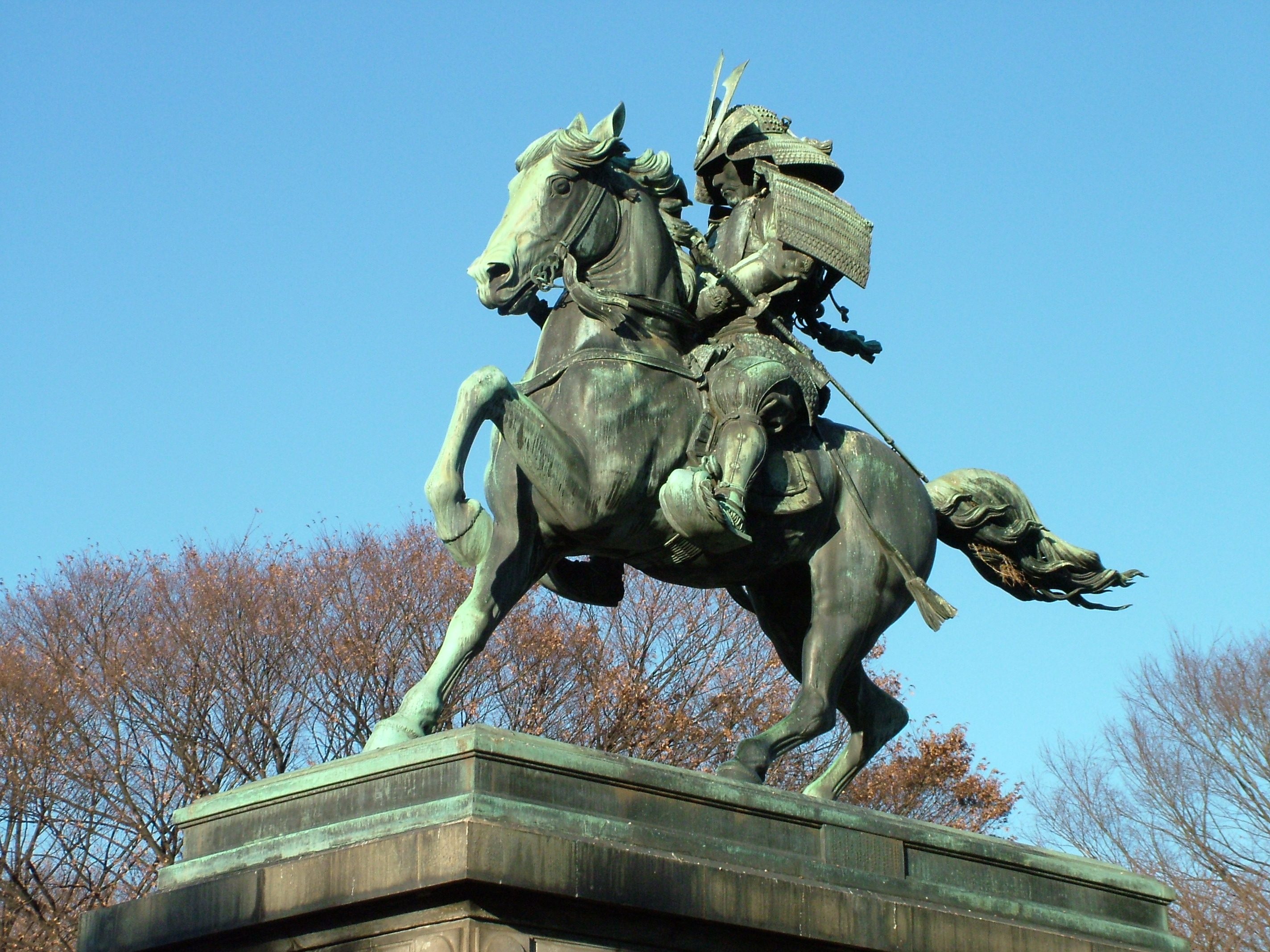
Socha Masašige Kusunoki

Masašige Kusunoki (1294 – 4. června 1336, japonsky 楠木 正成) byl japonský samurajský velitel narozený v roce 1294. S nadšením vyslyšel výzvu císaře Go-Daiga do zbraně. Dlouhá Masašigova služba, zakončená teprve jeho smrtí, a fakt, že odmítl přejít na stranu nepřítele, způsobily, že byl koncem 19. století, po obnově císařské moci, „objeven“ jako císařský hrdina. K jeho slávě tedy přispělo především to, že bojoval na straně panovníka.
Avšak situace se zpočátku pro loajalisty nevyvíjela dobře, neboť Hódžóvé Go-Daiga rychle vyhnali z Kjóta. Ten se uchýlil do blízkých hor Jošino a válka v této fázi přerostla ve vytrvalé bránění opevněných lesních táborů. Samurajové podporující Go-Daiga a jeho potomky,kteří si udrželi legitimitu i poté, co se klan Ašikaga zmocnil šógunátu a v Kjótu intronizoval jiného císaře, tedy vedli v lesích a horách středního Japonska jakousi partyzánskou válku. Ta měla za úkol jednak ochránit císaře Godaiga, jednak zahnat nepřátelské armády či odvrátit jejich pozornost. Mezi veliteli těchto operací se vyznamenal Masašige Kusunoki. Proslavil se svou věrností, která ho nakonec v prohrané bitvě u Minatogawy v roce 1336 stála život. Právě tady, v horách Jošino, uplatnil Masašige nový způsob vedení bitvy.
Tento nový styl válčení se ukázal být vzhledem k velkému nepoměru sil na obou stranách jako téměř nevyhnutelný. Začal se používat zhruba v době, kdy Go-Daigo ohlásil svůj úmysl svrhnout bakufu. Měl dobře v paměti předchozí osudný pokus císaře Go-Toby o císařskou restauraci, který rychle selhal po okamžité vojenské odezvě Kamakury. Go-Daigo a jeho stoupenci uprchli i s korunními klenoty z Kjóta a opevnili se na hoře Kasagi. Jednotky bakufu pak musely na horách Hiei a Kasagi útočit na řadu opevněných jamaširo (horských hradů) a posléze na ještě mohutnější základny Akasaky a Čihaji, jimž velel slavný vojevůdce Masašige Kusunoki: „...bojovníci vrhali z vrcholku hradních věží mohutné balvany, jimiž drtili štíty protivníků a nesnází útočníků využili k tomu, aby je zasypali šípy.“ Tato taktika se v zásadě nelišila od obrany kjótských paláců během válek Gempei, kdy se samurajové chránili před střelami protivníka za dřevěnými hradbami. Jeden důležitý rozdíl tu však přece jen existoval. Za prvé – boje se ve 14. století vedly v terénu, v němž bylo použití jízdy prakticky nemožné. Koně se tak stali pouze prostředkem, jak se dopravit na místo bitvy. Za druhé – povaha terénu umožňovala využít pro boj i kamenů, nejrůznějších jam a nastražených léček. Lesy jsou v těchto oblastech husté a na některých místech se půda svažuje téměř kolmo. Zejména Čihaja působí velmi divoce a pro armádu neobeznámenou se stráněmi porostlými hlubokým lesem musela představovat smrtelnou léčku.
Při jednom střetu nechal Kusunoki přiblížit jízdní armádu bakufu po horských stezkách až do samé blízkosti opevněné linie, pak na ně srazil pět obrovitých stromů a ve vzniklém zmatku protivníky zasypal šípy, jindy, „když už byla hradba téměř prolomena, se obránci hradu chopili naběraček s držadly dlouhými deset až patnáct stop, přinesli vařící olej a lili jej na nepřítele. Horký olej protekl otvory v jejich přilbách, stékal po okraji chráničů ramen a popálil jejich těla tak silně, že se dali v hrůze na útěk, odhazujíce přitom své štíty a kotvice“.
Kusunoki si plně zaslouží své čestné postavení mezi samurajskými veliteli, avšak loajalita, kterou se proslavil, byla zároveň jeho zhoubou. V bitvě u Minatogawy ustoupil císařovu přání – a pro oba to pak znamenalo katastrofu. Dokud Kusunoki velel, byl neporazitelný. Když mu však bylo poslední slovo ve velení odepřeno, utrpěl v bitvě u Minatogawy tragickou porážku.